# توه خشکه (کوهدشت)
توه خشکه ، روستایی از توابع شهرستان کوهدشت در استان لرستان ایران است.

## جمعیت
این روستا در دهستان کوهنانی قرار دارد و براساس سرشماری مرکز آمار ایران در سال ۱۳۸۵، جمعیت آن ۱٬۱۵۳ نفر (۲۲۲خانوار) بوده‌است.